# Tribu Washoe de Nevada i Califòrnia
La Tribu Washoe de Nevada i Califòrnia és una tribu reconeguda federalment dels amerindis washo que viuen a Califòrnia i Nevada. Hi ha nombroses comunitats al sud i est del llac Tahoe unides sota un consell tribal. La tribu posseeix 64.300 acres (260 km²) en diferents parcel·les.

## Govern
La tribu té la seu a Gardnerville (Nevada) i es regeix per un consell tribal de 12 membres escollit democràticament, amb un cap escollit cada quatre anys. L'actual cap és Wanda Batchelor.

## Comunitats

### Colònia Carson
Establida en 1917, té 16 acres (65.000 metres quadrats) amb 275 membres residents en 1991. Aquesta colònia es troba a Carson City (Nevada) i és propietària d'un gimnàs lúdic, programes per a la joventut, i celebra esdeveniments tribals Tenen quatre representants de la comunitat.

### Colònia Dresslerville
Aquesta és la comunitat més gran washoe en població. Hi vivien 348 membres en 1991. Té uns 90 acres (360.000 metres quadrats) a Gardnerville vora Gardnerville Ranchos. La majoria dels edificis públics de la tribu són aquí, incloent un centre comunitari, un gimnàs i un parc. Tenen cinc representants de la comunitat.

### Comunitat Stewart
Situat al costat sud de Carson City, aquesta comunitat es va crear el 1990, té 2.960 acres (12 km²), amb 90 membres. Hi ha el centre de la comunitat Stewart. Llurs cinc representants de la comunitat inclouen Wanda Batchelor.

### Ranxo Washoe
Aquest ranxo de 95 acres (380.000 metres quadrats) a la vall del Carson fou comprada per la tribu en 1938 i 1940. Allí la tribu cura col·lectivament porcs, ovelles i un ramat de vaques lleteres. Conreen patates i préssecs. Quan la producció agrícola va disminuir en la dècada de 1950, la terra va ser arrendada temporal a agricultors no indígenes.

### Comunitat Woodfords
Woodfords és l'única comunitat a Califòrnia i es troba a Markleeville. Hi ha el Centre d'Educació Índia Woodfords i un centre comunitari. Llur cinc representants comunitaris són dirigits per DeAnn Roberts. Establida en 1970, tenia 80 acres (320.000 metres quadrats) i 338 membres residents en 1991.

## Història
La febre de l'or de Califòrnia va portar una afluència de colons europeu-americans a mitjans del segle xix. Les demandes de creació d'una reserva washoe i compensació pels recursos perduts, com ara la recollida de pinyó, van ser ignorades pels Estats Units durant el segle xix. En virtut de la Llei Dawes de 1887 les terres washo es dividien en parcel·les individuals; no obstant això, en lloc de retenir terres valuoses per la tribu a les Muntanyes Pine Nut, les seccions assignades eren terres típicament estèrils que no tenen accés a l'aigua. Les millors terres van ser preses per no indígenes.
Al començament del segle XX els washoes treballaven com a peons de ranxos, com a treballadors de la construcció, en el servei domèstic o treballaren a la bugaderia. Els ramaders arrendaren terres washoe per quantitats mínimes de diners. En 1917 el govern dels Estats Units, malgrat les protestes locals, va comprar un tros de terra per als washoe, que va esdevenir la Colònia Carson. Un ranxer donà 40 acres (160.000 metres quadrats), també en 1917, que esdevingué la colònia Dresslerville. La novel·la Rabbit Boss de Thomas Sanchez descriu les circumstàncies canviants dels membres de la tribu en un lapse de 100 anys que va acabar a mitjans del segle xx.
Sota la Llei de Reorganització Índia, les colònies a l'àrea de Carson Valley van redactar una nova constitució i estatuts, que van ratificar el 16 de desembre de 1935. Van obtenir el reconeixement federal el 24 de gener de 1936.
En 1948 la tribu va començar a preparar un cas per la Comissió de Reclamacions Índies. Ells arxius Washoe Case #288 davant la ICC en 1951, demanant 43,8 milions $ en terres, drets de cacera i pesca, minerals, i fusta que havia estat arrabassats erròniament a la tribu, més els interessos meritats des de 1863. El cas es va resoldre finalment el 1970, quan la tribu només va rebre 5 milions $.
En la dècada de 1960 John Henry Dressler els ajudà a formar el Consell Intertribal de Nevada, un enllaç entre les agències tribals, estatals i federals. Des de 1966 el consell compta amb nou representants: dos de la Colònia Dresslerville, dos de la Colònia Woodfords, un pels washoe de la Colònia índia Reno-Sparks, i dos per les àrees defora la reserva.